# Тудхалия III
Тудхалия III (Тутхалияс III, он же Ташми-Шарри Tašmi-Šarriš) — царь Хеттского царства, правил приблизительно в 1400 — 1380 годах до н. э.). Сын Арнуванды I.

## Биография
При нём государство хеттов достигло своего глубочайшего упадка. Бездарная политика Тутхалии III привела к тому, что «Страна Хатти» попала в кольцо врагов и даже была почти совершенно «уничтожена врагами». Те наступали с четырёх сторон. С севера — племена каска, достигшие города Ненассы, с запада — войска царства Арцава, продвинувшиеся до городов Туванува (антич. Тиана) и Уда (антич. Гида, вблизи совр. города Нигде), с северо-востока — войска стран Ацци и Хайасы опустошили Верхнюю страну и продвинулись до города Самуха на реке Келькит, на востоке — воины располагавшегося к востоку от хеттов царства Исува (Ишува) грабили Тегараму, а воины государства Арматана дошли до границ царства Киццувадны. Таким образом, Хеттское царство потеряло большую часть своих владений и сохранило территории примерно между современными городами Токат — Анкара — Нигде — Сивас.
Ко всём прочим бедам, каски горы Тарикаримма захватили и разрушили столицу государства — город Хаттусу (в нём осталось лишь одно целое здание — мавзолей одного знатного хетта).
Тутхалияс III не сумел организовать эффективной обороны своих владений. Он в основном ограничивался защитой своих городов от нападений соседей, даже не пытаясь перехватить где-либо инициативу в свои руки. О том, как организовывал оборону своих земель Тутхалияса, говорит следующий эпизод. В ставку царя пришла весть о новом вторжении племен каска. Тутхалия собрал своих военачальников и стал спрашивать, кто из них желает пойти на врага. Комментарии тут излишни.
Положение в государстве стало несколько выправляться, когда отдельную армию под своё командование получил царевич Суппилулиума I, талантливый организатор и полководец. Он вернул под власть хеттов город Самуху и сделал его базой борьбы с племенами каска и войсками Ацци и Хайасы. Суппилулиуме удалось в течение нескольких лет разбить ряд крупных армий каска и изгнать войска Хайасы.
Пока Суппилулиума сражался на востоке, Тутхалия III попытался перейти в наступление на юго-западе. Однако его атака на земли Маса (греч.: Мисия), реки Хулана и Касийи была сорвана новым наступлением каска и хайасцев. Тутхалия попытался перенести военные действия на территорию Хайасы, но был отбит Каранни, царём Хайасы.
В конце правления Тутхалии III Суппилулиума отразил очередное вторжение войск Арцавы.
Несмотря на отдельные успехи, положение Хеттского государства в конце правления Тутхалии III оставалось шатким. На смертном одре Тудхалия завещал трон не Суппилулиуме, а Тутхалии IV Младшему.